# Edward V của Anh
Edward V (4 tháng 11 năm 1470 – 1483?) là Quốc vương nước Anh từ ngày 9 tháng 4 năm 1483 cho tới ngày 25 tháng 6 năm 1483. Edward V được biết tới như quân vương thứ 4 không hề đăng quang ở Anh kể từ năm 1066, cùng với Hoàng hậu Matilda, Lady Jane Grey và vua Edward VIII.
Edward ra đời tại Westminster. Là con trai của vua Edward IV và hoàng hậu Elizabeth Woodville. Năm 1483, sau khi vua cha qua đời, Edward V mới 13 tuổi lên ngôi vua, và quyền nhiếp chính được giao cho người chú là Richard, Công tước Gloucester. Tuy nhiên, do sự thù hằn giữa mẹ Edward và phe cánh của bà với Richard, một người giỏi giang đã dẫn tới việc Edward V bị lật đổ và bị tống giam vào Tháp Luân Đôn cùng em trai rồi chết một cách bí ẩn, có thể là do sự sắp đặt của Richard, vị vua kế tiếp của Anh Quốc.
Edward V được xem là vị vua đoản thọ nhất nước Anh (còn có một hậu duệ là vua Edward VI chết ở tuổi 16).